# غريغ ستريت
غريغ ستريت (بالإنجليزية: Greg Street)‏ هو مطور ألعاب فيديومطور ألعاب فيديو ‏ أمريكي، ولد في القرن العشرين.